# Балах-Чан-Кавиль
Балах-Чан-Кавиль («Спрятан в небе бог Кавиль»; 18 октября 625 — предп. 692) — правитель и основатель Южного Мутульского царства со столицей в Дос-Пиласе с 648 по 692 год. Самой значимой из его войн является война с Мутульским царством, где он находился на стороне Канульского царства.

## Биография

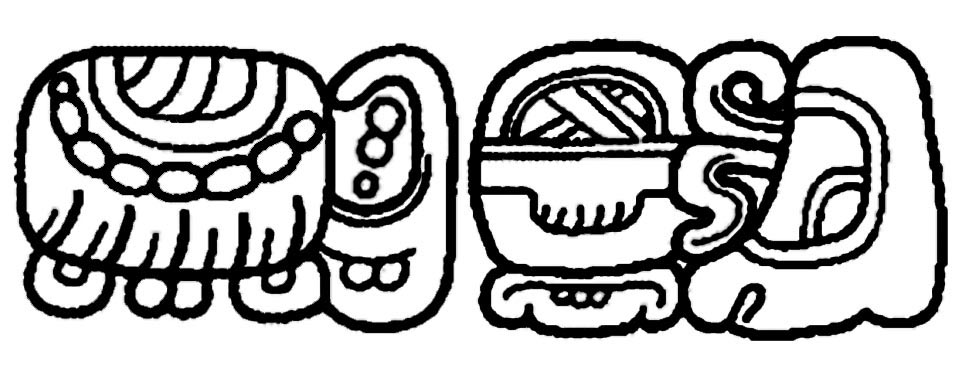
Именной иероглиф Бала-Чан-Кавиля

Согласно иероглифической лестнице 2 из Дос-Пиласа Балах-Чан-Кавиль родился в Тикале, столице Мутульского царства, 18 октября 625 года (длинный счёт: 9.9.12.11.2.8. Ik’ 5 keh), его отцом был правитель Мутуля Кинич-Муван-Холь II, сын которого Нун-Холь-Чак I приходился ему братом (возможно, не единокровным). Вероятно, в 629 году Балах-Чан-Кавиль был отправлен своим отцом в Дос-Пилас для основания новой правящей династии.

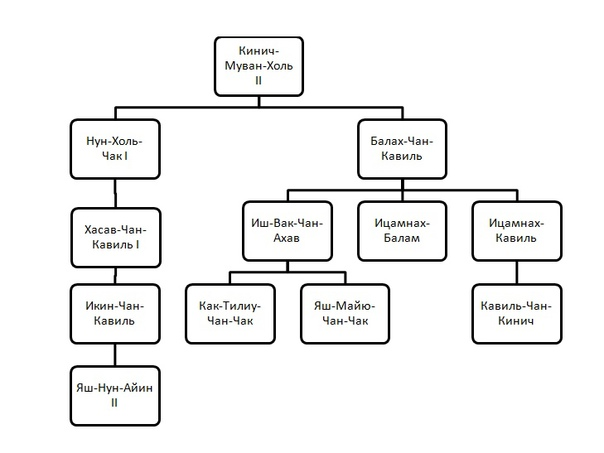
Родословное дерево Балах-Чан-Кавиля начиная с Кинич-Муван-Холя II

В возрасте 21 года Балах-Чан-Кавиль  убил в битве Лам-Нах-Кавиля, который, вероятно, был царём Мутуля, вследствие чего в Мутульском царстве началась гражданская война. Затем правитель Канульского царства Юкном-Чен II напал на Дос-Пилас, из-за чего Балах-Чан-Кавиль был вынужден бежать в город Агуатека. Точная дата нападения неизвестна. Украинский исследователь Виктор Талах датирует её 24 декабря 646 годом, Стивен Хаунстон 20 декабря 643 годом или 19 декабря 647 годом, Стенли Пол Гюнтер 20 декабря 650 годом. Вскоре после нападения Балах-Чан-Кавиль признал власть Кануля и стал его союзником. В январе 657 года Кануль напал на Тикаль, вследствие чего его правителю Нун-Холь-Чаку I пришлось бежать из города. В скором времени Нун-Холь-Чак так же, как и Балах-Чан-Кавиль, признал власть Кануля, присутствуя вместе с ним на церемонии посвящения наследника престола Кануля Юкном-Йичак-Кака.
13 июля 662 года Балах-Чан-Кавиль захватил город Кобан и его правителя Таб-Холоома. 20 февраля 664 года Балах-Чан-Кавиль взял в плен Тахаля-Мо, знатного человека из Мачакилы, а также, возможно, захватил и сам город. Примерно в это же время он женился на принцессе из Ицана.
8 декабря 672 года Нун-Холь-Чак I захватил Дос-Пилас. Балах-Чан-Кавилю вместе с беременной женой пришлось бежать в город Чаах-Наах. Местоположение города неизвестно, однако, возможно, он находился к северу от Дос-Пиласа. 25 января 673 года у него родился сын Ицамнах-Кавиль. 31 мая 673 года войска Тикаля, под управлением Нун-Холь-Чака I, сожгли два неизвестных города. Затем они вторглись в Чаах-Наах, вследствие чего Балах-Чан-Кавилю пришлось бежать в город Х, Виц. 13 декабря 677 года Кануль захватил и сжёг город Пулууль, в котором находился Нун-Холь-Чак I, вследствие чего ему пришлось бежать в город Паптуун. 20 декабря Балах-Чан-Кавиль после пяти лет изгнания вернулся в Дос-Пилас.
30 апреля 679 года состоялась ключевая битва между Балах-Чан-Кавилем и Нун-Холь-Чаком. Войска Балах-Чан-Кавиля, при поддержке Кануля, вторглись в Тикаль и разгромили армию Нун-Холь-Чака I. Дальнейшая судьба Нун-Холь-Чака I неизвестна. Вероятно он был убит или принесён в жертву. После битвы Тикаль попал под контроль Балах-Чан-Кавиля. Однако в 682 году на трон Тикаля взошёл сын Нун-Холь-Чака I Хасав-Чан-Кавиль.
В феврале 680 года Саальское царство победило царство Канту, которое являлось союзником Кануля, поэтому между 680 и 682 годами Кануль и его союзники наносят ответный удар, в результате которого правящая династия в Саале оборвалась. В 682 году, дочь Балах-Чан-Кавиля Иш-Вак-Чан-Ахав стала царицей Сааля. На Стеле 9, датируемой 682 годом, находится единственный известный портрет Балах-Чан-Кавиля. Весной 686 года Юкном-Чен II умирает и 6 апреля того же года Балах-Чан-Кавиль присутствует на инаугурации нового правителя Кануля Юкном-Йичак-Кака. Дата смерти Балах-Чан-Кавиля неизвестна, однако его преемник Ицамнах-Балам воцарился 24 марта 698 года, поэтому вероятно, что он умер незадолго до этой даты.